# Льонок крейдяний
Льонок крейдяний (Linaria cretacea) — вид трав'янистих рослин родини подорожникових (Plantaginaceae), поширений в Україні, Росії, Казахстані.

## Опис
Багаторічна рослина 10–35 см заввишки. Кореневища довгі горизонтальні тонкі. Стебло гладеньке, сизо-зелене, висхідне або майже лежаче. Листки яйцеподібні, 8–12 мм завдовжки і 5–10 мм завширшки; нижні по 3–4 в кільцях. Суцвіття звичайно розгалужене, з небагатоквітковими китицями. Віночок жовтий, 7–8 мм довжиною без шпорця, 1 разом з ним 12–13 мм довжиною. Насіння довгасте, стиснено-ниркоподібне, з дуже вузькою облямівкою. .
Період цвітіння: травень — липень. Період плодоношення: червень — липень. Розмножується насінням і вегетативно.

## Поширення
Поширений у на сході України, у центрі й півдні європейської частини Росії, у Казахстані.
В Україні вид зростає на мергелях і крейді — у донецькому Лісостепу (Харківська, Луганська, Донецька області).